# Krzyżewo (Frombork)
Krzyżewo (deutsch Kreutzdorf) ist ein Dorf in der polnischen Woiwodschaft Ermland-Masuren. Es gehört zur Stadt-und-Land-Gemeinde Frombork (Frauenburg) im Powiat Braniewski (Kreis Braunsberg).

## Geographische Lage
Krzyżewo liegt im Nordwesten der Woiwodschaft Ermland-Masuren, 14 Kilometer südwestlich der Kreisstadt Braniewo (Braunsberg).

## Geschichte
Das seinerzeitige Krebsdorf erhielt seine zweite Handfeste im Jahre 1387. Der Ortsname schrieb sich nach 1387 Creuzdorf, nach 1785 Kreuzdorf und erst nach 1900 Kreutzdorf.
Im Jahre 1874 wurde das Dorf in den neu errichteten Amtsbezirk Sonnenberg (polnisch Bogdany) im ostpreußischen Kreis Braunsberg, Regierungsbezirk Königsberg, eingegliedert, der 1928 in „Amtsbezirk Betkendorf“ (polnisch Biedkowo) umbenannt wurde.
229 Einwohner zählte Kreutzdorf im Jahre 1910. Im Jahre 1933 waren es 1994 und im Jahre 1939 168.
1945 wurde das gesamte südliche Ostpreußen in Kriegsfolge an Polen abgetreten. Kreutzdorf erhielt die polnische Namensform „Krzyżewo“. Das Dorf ist heute Teil der Gmina Frombork (Stadt-und-Land-Gemeinde Frauenburg) im Powiat Braniewski (Kreis Braunsberg), von 1975 bis 1998 der Woiwodschaft Elbląg, seither der Woiwodschaft Ermland-Masuren zugehörig.

## Religion
Heute gehört Krzyżewo wie Kreutzdorf bereits vor 1945 zur römisch-katholischen Pfarrei Frombork (Frauenburg). Sie liegt im Dekanat Braniewo im Erzbistum Ermland.
Bis 1945 war Kreutzdorf außerdem in die evangelische Kirche Frauenburg in der Kirchenprovinz Ostpreußen der Kirche der Altpreußischen Union eingegliedert. Jetzt gehört Krzyzżewo zur Evangelisch-Augsburgischen Kirche in Polen.

## Verkehr
Krzyżewo liegt östlich der polnischen Woiwodschaftsstraße 504, der ehemaligen deutschen Reichsstraße 1 von Berlin nach Königsberg (Preußen) und ist über den entsprechenden Abzweig direkt zu erreichen. Eine Bahnanbindung besteht nicht.